# Grad (Ortsname)
Grad, -grad ist eine häufige slawische Bildungssilbe in Ortsnamen und bezieht sich auf slawische befestigte Siedlungen.

## Wortherkunft und Bedeutung
Das allen slawischen Sprachen gemeinsame altkirchenslawische Wort grad, urslawisch rekonstruiert etwa *gordъ, bedeutet ‚Burg, Stadt‘. Es bezeichnet ursprünglich allgemein eine eingefriedete Fläche. Die Wurzel des Wortes ist älter und stammt aus der indoeuropäischen Ursprache. So besteht eine Verwandtschaft mit deutsch Garten und lateinisch hortus (urspr. ‚eingefriedete Fläche‘, vgl. deutsch Hof, englisch yard ‚Hof‘ und to guard ‚schützen‘). 
Die Diminutivform ist gradec [ˈgradɛts], im Sinne ‚befestigter Ansitz, Ort, kleine Burg‘. Dieses Wort ist im slawisch-germanischen Übergangsraum in Formen wie deutsch Gratz, Grätz in Familiennamen noch auftretender Bestandteil (siehe hierzu Grätz (Familienname)), und in der reduzierten Endung auf -z/-tz im deutschen Ortsnamensschatz verbreitet.
In den westslawischen Dialekten des heutigen Nordostdeutschlands und Pommerns erfolgte die Verschiebung des r nicht mehr vor deren Aussterben, so dass die Form Gard erhalten blieb, wie z. B. bei Stargard, Gartz oder Puttgarden auf Fehmarn.

## Beispiele
- russisch Gorodez
- belarussisch Hrodna
- slowenisch Grad (Goričko)
- slowen., kroatisch Gradec
- deutsch Graditz
- deutsch Grätz, Graetz, wie Bayrischgrätz (Graz), Windischgrätz (Slovenj Gradec ‚Slowenisch-Grätz‘), Königgrätz (Hradec Králové)
- deutsch Graz in Österreich, slowenisch Gradec
- deutsch Gratzen
- deutsch Greiz
- deutsch Gröditz, sorbisch Hrodźišćo/Groźišćo
- deutsch Gartz
- deutsch Stargard
- polnisch Grodzisk
- polnisch Grodziec
- tschechisch Hradec
- tschechisch Hradečná
- tschechisch Hrádek
- deutsch Hradetz
- deutsch Hradzen
- bulgarisch Welingrad
- bulgarisch Belogradtschik
- serbisch Belgrad
- serbisch Gračanica
- serbokroatisch Višegrad
- russisch Nowgorod
- russisch Swenigorod
- russisch Kaliningrad
- russisch Wolgograd
- ungarisch Visegrád
- ukrainisch Myrhorod
- ukrainisch Uschhorod

Weitere Flurnamen sind etwa:
- deutsch Gracarca (historische Höhensiedlung in Kärnten)
- slowenisch Gradišče für Wallburg bzw. befestigte (Höhen)siedlung[1][2]

weiter abgeleitete Formen:
- Garz bzw. Gartz

## In Personennamen
Außer den obengenannten Varianten gehören zum Personennamensgut:
- Gratz[3], Graetz, Gratzl

## Ableitungen
- Stargard/Starigrad, Novigrad/Novograd – ‚Altstadt, Neustadt‘
- Zagradec, slowenische Gemeinde